# 4751 Алісаманнінг
4751 Алісаманнінг (1991 BG, 1954 SD1, 1976 PH, 1982 SM5, 4751 Alicemanning) — астероїд головного поясу, відкритий 17 січня 1991 року.
Тіссеранів параметр щодо Юпітера — 3,175.